# Josep Comes
|  | Per al pintor català, vegeu Josep Comes i Busquets. |

Josep Comes (? s.XVII - Barcelona 1714) fou militar català durant la Guerra de Successió Espanyola. El Tinent Coronel Comes fou militar català. El 1705 s'uní al Regiment número 2 "Reials Guàrdies Catalanes" amb el grau de Tinent. Després de la traïció anglesa al juliol de 1713, s'uní al Regiment de cavalleria número 12 "Sant Jordi", del qual fou el comandant en cap amb el grau de Tinent Coronel després de Joan Baptista Lleida.
Caigué en combat a la Batalla de l'11 de setembre de 1714, durant la càrrega de cavalleria suïcida al Pla d'En Llull.